# Holemans

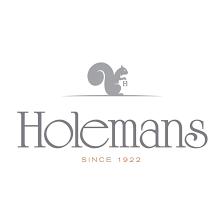
Logo de la maison Holemans.

La Maison de joaillerie Holemans, située place du Sablon à Bruxelles, est une institution de haute joaillerie belge fondée en 1922 par Henri-Joseph Holemans.
Depuis ses débuts, Holemans est une maison de production artisanale travaillant les pierres précieuses et créant des bijoux sur mesure directement dans les ateliers situés dans ses boutiques. Au fil du XXe siècle, elle a ainsi acquis une clientèle varié, composée de membres de la noblesse, de personnalités du monde des arts et des affaires, ainsi que de collectionneurs de bijoux rares.

## Histoire

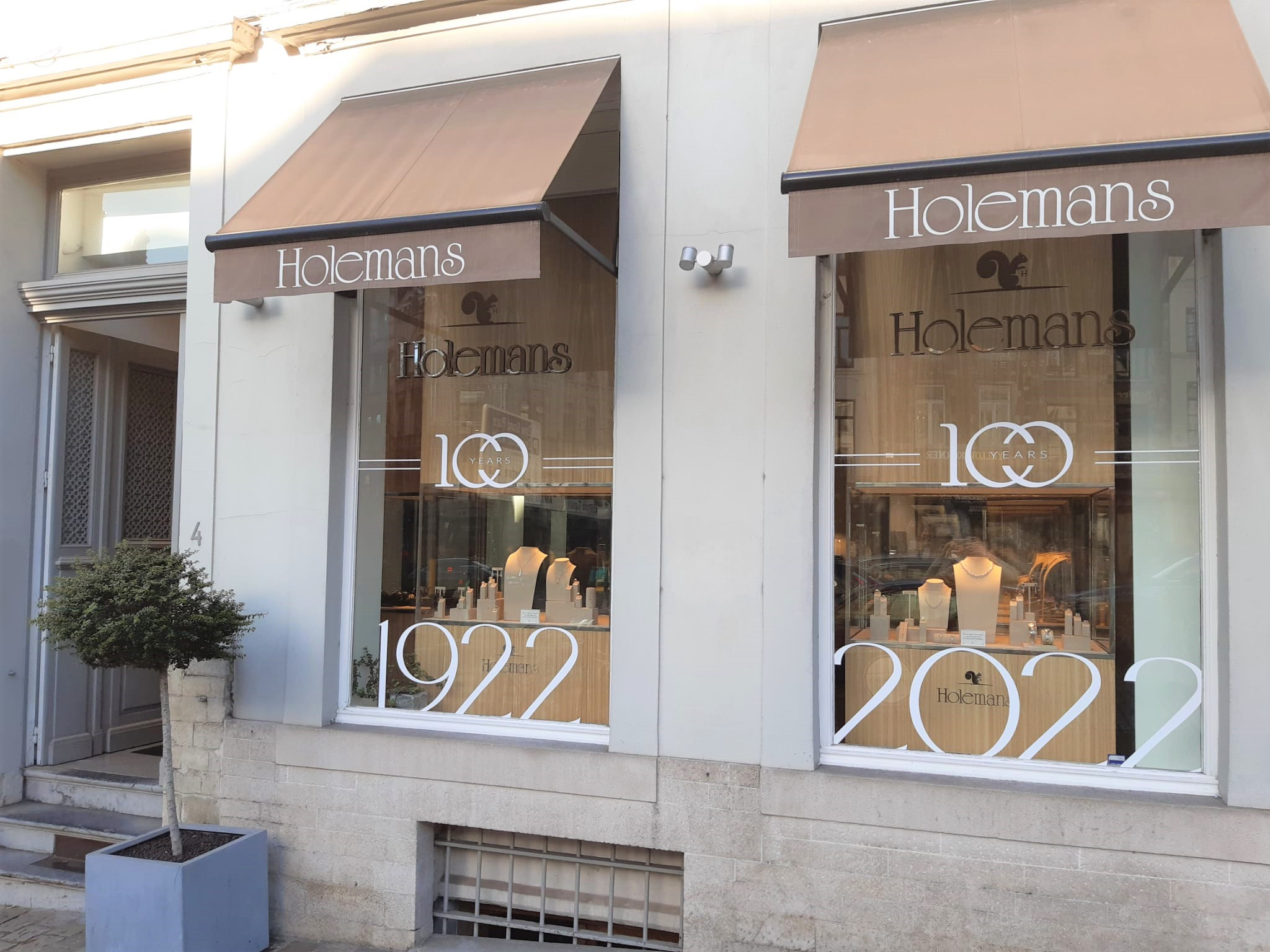
Holemans, place du Sablon à Bruxelles.

Henri Holemans, fondateur de la Maison, se découvre une vocation d’orfèvre pendant la première guerre mondiale, au milieu des tranchées. En 1914, il a 20 ans et se retrouve, comme une large partie de la jeunesse belge, enrôlé pour combattre. Le ‘roi-soldat’ Albert 1er fait organiser des écoles professionnelles parmi les soldats tenant le front de l'Yser. Le jeune homme découvrira sa vocation d’orfèvre en travaillant le cuivre des douilles d’obus. La paix revenue, il choisit l’orfèvrerie sacrée et fonde son atelier en 1922. Jusqu’en 1950, celui-ci produit principalement des pièces d’église ornées de perles, or, vermeil et pierres précieuses. En y associant les décors sobres et géométriques de l'Art déco dont la Belgique fut le berceau, Henri Holemans se spécialise [réf. nécessaire] dans l’orfèvrerie religieuse. Ses œuvres sont présentes en Belgique (Visitation de Kraainem, Église collégiale Saint-Ursmer de Binche, Église Saint-Alice de Bruxelles...) et dans le monde entier (New York, Montréal, Fortaleza...) et certaines appartiennent toujours au Trésor de la Basilique du Sacré-cœur de Koekelberg.
À la suite du concile de Vatican II, consacré à la rénovation et à la simplification et à l'accessibilité des rites au plus grand nombre[source insuffisante], l'orfèvrerie sacrée ne constitue plus une source de revenu suffisante pour la Maison Holemans, l'Église ayant notamment décidé de réduire drastiquement ses dépenses liées à la pratique du culte. Jean Holemans reprend l’atelier de son père à partir des années 1960 et l’oriente vers la joaillerie, secteur désormais plus profitable. Élevé dans la maîtrise des métaux et formé aux Arts Décoratifs et à l’architecture[réf. nécessaire], le jeune homme développe des pièces pensées selon des axes architectoniques. Le monde de la joaillerie doit également à Jean Holemans les premiers bijoux laqués, ‘signatures’ de la maison grâce à son père Henri Holemans, qui l’initia à l’art ancestral des laques qu’il avait lui-même appris au début des années 1930 d’un maître japonais installé à Paris[réf. nécessaire].

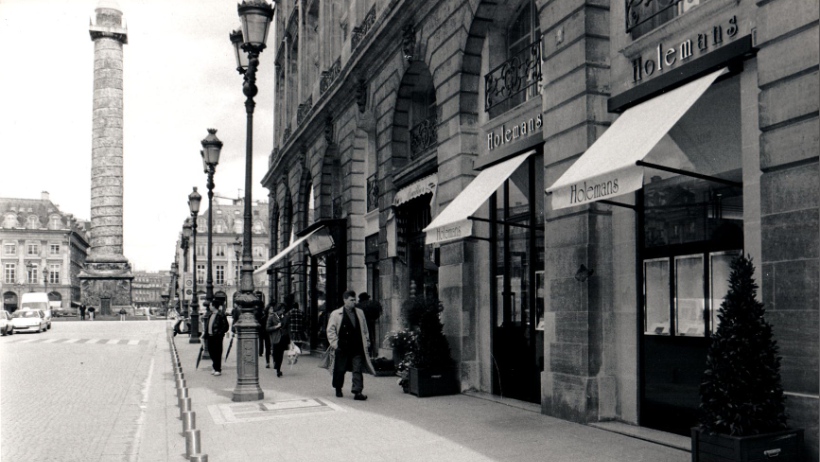
Holemans, place Vendôme à Paris.

Nouveauté pour l’époque, Jean Holemans décide de sortir ses artisans de l’ombre et de les faire œuvrer ‘à vue’ dans sa boutique, située à Bruxelles, chaussée de Charleroi, afin de montrer au public une partie des coulisses du travail de joaillier.
Au début des années 1990, Thierry Holemans prend la direction de la Maison Holemans. Il organise l’installation de la maison-mère sur l'avenue Louise à Bruxelles et une autre place Vendôme à Paris. En 1998, le jeune joaillier est le premier et unique belge à s’installer parmi les grands noms de la Haute Joaillerie.

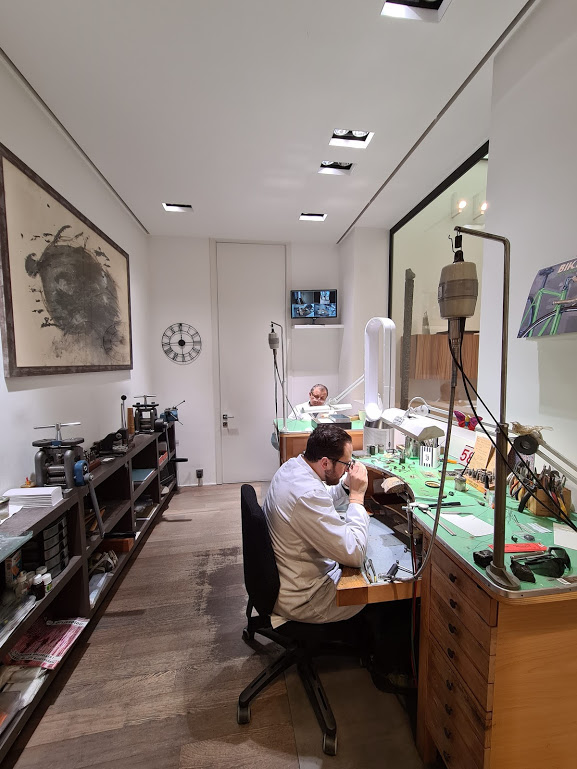
Atelier de la boutique Holemans.

Au niveau technique, Thierry Holemans se tourne vers la science et les alliages futuristes. En collaboration avec le professeur Van Humbeeck de l'Université de Louvain, ces métaux high-tech (titane, orichalque) lui permettent de développer des bijoux à mémoire de forme capables de se serrer ou desserrer au contact de la peau.
À partir de 2013, la bijouterie est reprise par Moïse Mann, qui forme la quatrième génération de joailliers[source insuffisante]. L'objectif est de « moderniser les codes esthétiques d'Holemans tout en les respectant ».